# Lescherolles
Lescherolles – miejscowość i gmina we Francji, w regionie Île-de-France, w departamencie Sekwana i Marna.
Według danych na rok 1990 gminę zamieszkiwały 372 osoby, a gęstość zaludnienia wynosiła 34 osób/km² (wśród 1287 gmin regionu Île-de-France Lescherolles plasuje się na 880. miejscu pod względem liczby ludności, natomiast pod względem powierzchni na miejscu 331.).